# Neive
Neive é uma comuna italiana da região do Piemonte, província de Cuneo, com cerca de 2.931 habitantes. Estende-se por uma área de 21 km², tendo uma densidade populacional de 140 hab/km². Faz fronteira com Barbaresco, Castagnito, Castagnole delle Lanze (AT), Coazzolo (AT), Magliano Alfieri, Mango, Neviglie, Treiso.
Faz parte da rede das Aldeias mais bonitas de Itália.

## Demografia
| Variação demográfica do município entre 1861 e 2011                               |
|                                                                                   |
| Fonte: Istituto Nazionale di Statistica (ISTAT) - Elaboração gráfica da Wikipedia |